# Öronlösa sälar

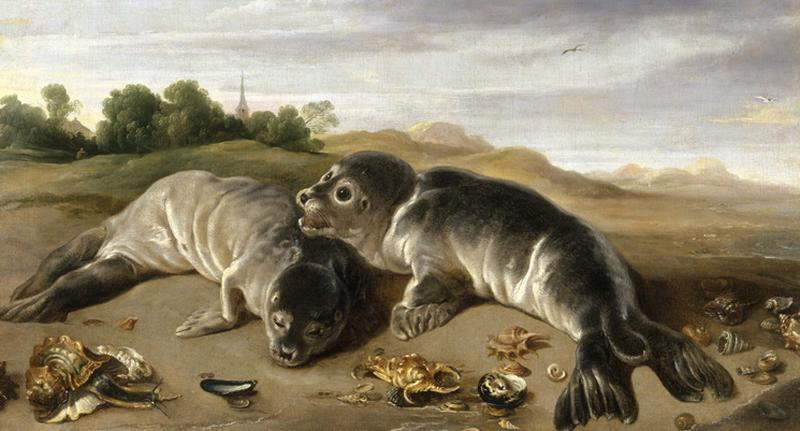
Paul de Vos

Öronlösa sälar eller äkta sälar (Phocidae) är en familj i ordningen rovdjur. Namnet syftar på att de saknar yttre öron.

## Utbredning
De flesta arter inom familjen förekommer i Arktis och Antarktis samt i den angränsande tempererade zonen. Några få arter som till exempel munksälar förekommer i tropikerna. Kaspisk säl lever i Kaspiska havet som har bräckt vatten och bajkalsäl är endemisk för Bajkalsjön som har sötvatten. Alla tre sälarter som lever i Sverige tillhör denna familj.

## Kännetecken

### Storlek och vikt
Storleken varierar mycket med den lilla vikaren i ena änden och de gigantiska sjöelefanterna i den andra. Allmänt är öronlösa sälar mindre än öronsälar och valrossen. De minsta arterna, vikare och bajkalsäl, når en kroppslängd mellan 110 och 140 centimeter samt en vikt något över 50 kilogram. Hos sjöelefanter, som är de största sälarna över huvud taget, blir hannar upp till 6,5 meter långa och omkring 3,5 ton tunga. Vanligen når hannarna en längd av 4 till 5 meter och en vikt av 2000 till 2700 kilogram.
I motsats till öronsälar blir hannar och honor i denna familj nästan lika stora. De enda undantagen är sjöelefanter och klappmytsen där hannar blir tydligt större.

### Päls
Pälsen är hos öronlösa sälar jämförelsevis tunn. I motsats till öronsälar som kontinuerligen förnyar sin päls har öronlösa sälar en viss tid under året där de byter hela pälsen. Under nämnda tid har de svårt att hålla sin kroppstemperatur och därför vistas de ofta på land. Den nya pälsen har ofta en kraftigare och ljusare färg men den bleknar med tiden.
Sjöelefanter byter samtidigt med pälsen det övre skiktet av huden. Då hänger större bitar lös hud på kroppen.

### Fenor
Bakfenorna är hos öronlösa sälar tydligt större än de främre. Bakfenorna är ganska orörliga och kan inte flyttas under kroppen. Vid varje tå av de främre fenorna finns vanligen en kraftig klo, bara hos några arter som lever i Antarktis är klon förminskade. Med hjälp av dessa klor har de lättare att röra sig på land och dessutom används klorna för att gräva hål i snö och is.
Även vid de bakre fenorna finns klor men dessa saknar vanligen funktion. Vid bakfenorna är den yttersta tån längst. Några öronlösa sälar på södra halvklotet har inga klor alls vid bakfenorna.

### Skelett och muskler
I motsats till öronsälar, som har sina kraftigaste muskler vid skuldran, har arter i denna familj sina effektivaste muskler vid ländkotan. Efter en enkel iakttagelse ger individerna intryck av att de saknar halsen, huvudet verkar sitta direkt på bålen. Trots allt har de liksom nästan alla andra däggdjur sju halskotor.

## Rörelse

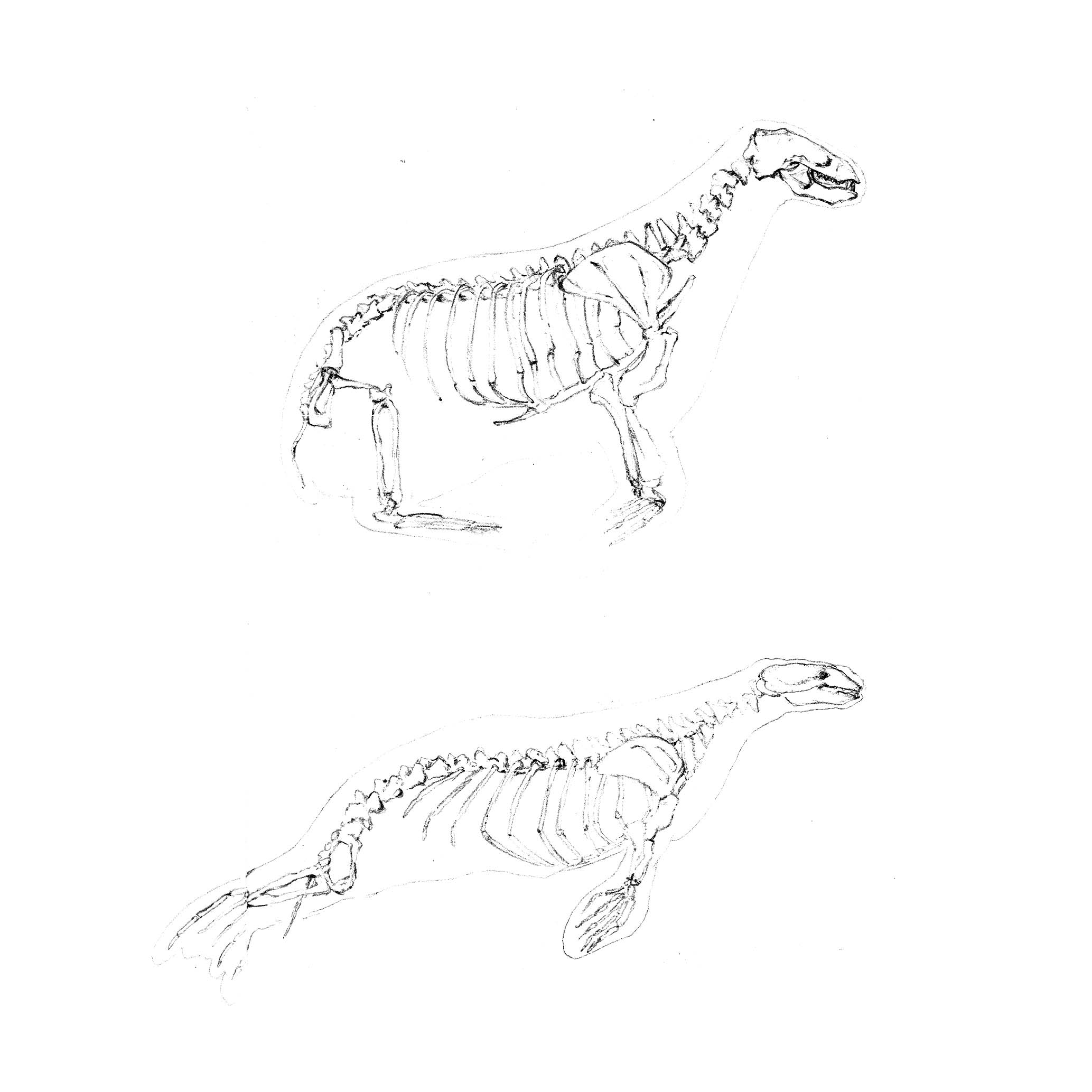
Jämförelse av skelettet för en öronsäl (ovan) och en öronlös säl (nedan).

Den största skillnaden mellan öronsälar och öronlösa sälar är att de senare driver sig framåt med de bakre kroppsdelarna. Öronsälar använder liksom pingviner sina främre fenor när de simmar. Däremot håller öronlösa sälar sina bröstfenor under vattnet tät vid kroppen. De sprider tårna från sina bakre fenor som på så sätt bildar stora ytor. Bakfenorna slår upp och ner för en framåtriktad rörelse.
Med hjälp av dessa kännetecken är de bättre anpassade för livet i vatten än öronsälar. Å andra sidan har de svårare att röra sig på land än individer från den andra stora sälfamiljen. Bröstfenorna kan inte hålla hela kroppsvikten och som nämnd kan bakfenorna inte flyttas under kroppen.  Öronlösa sälar kavar därför på buken över marken. I vissa fall rullar de över sidan för att röra sig på land. På hala ytor som is och snö är nackdelen inte lika tydlig.
Tidigare zoologer såg öronlösa sälar som de "primitiva" sälarna och öronsälar som den "framgångsrika" familjen. På grund av den utmärka rörelsen i vattnet görs nu inga värderingar längre.

## Levnadssätt
Öronlösa sälar, med undantag av sjöelefanter, bildar inte kolonier och dominerande hanar som strider om en grupp med honor förekommer också bara hos släktet sjöelefanter. De andra lever mest ensamma eller i små grupper. De flesta öronlösa sälar livnär sig av fiskar och andra vattenlevande djur som blötdjur eller bläckfiskar. Vissa arter har specialiserad sig på ett födoämne. Så äter krabbätarsälen huvudsakligen krill och den har därför särskild utformade tänder. Sjöleoparden är en effektiv predator som jagar pingviner och andra sälar.
Norra ishavet och Antarktiska oceanen är ofta täckta av ett isskikt som är tjockare än en meter. Öronlösa sälar som lever där håller ett vattenhål öppet med hjälp av sina fram- och hörntänder. De måste hitta hålet efter dykningen, även under polarnatten, för att andas.
Efter parningen vilar det befruktade ägget några veckor innan den egentliga dräktigheten börjar som varar i 270 till 350 dagar. Beroende på art väger den nyfödda ungen 5 till 40 kg. De nyfödda ungarna i släktet Phoca har från början simförmåga. Hos andra familjemedlemmar stannar ungarna några veckor på land. Ungen diar sin mor 10 till 80 dagar.

## Systematik

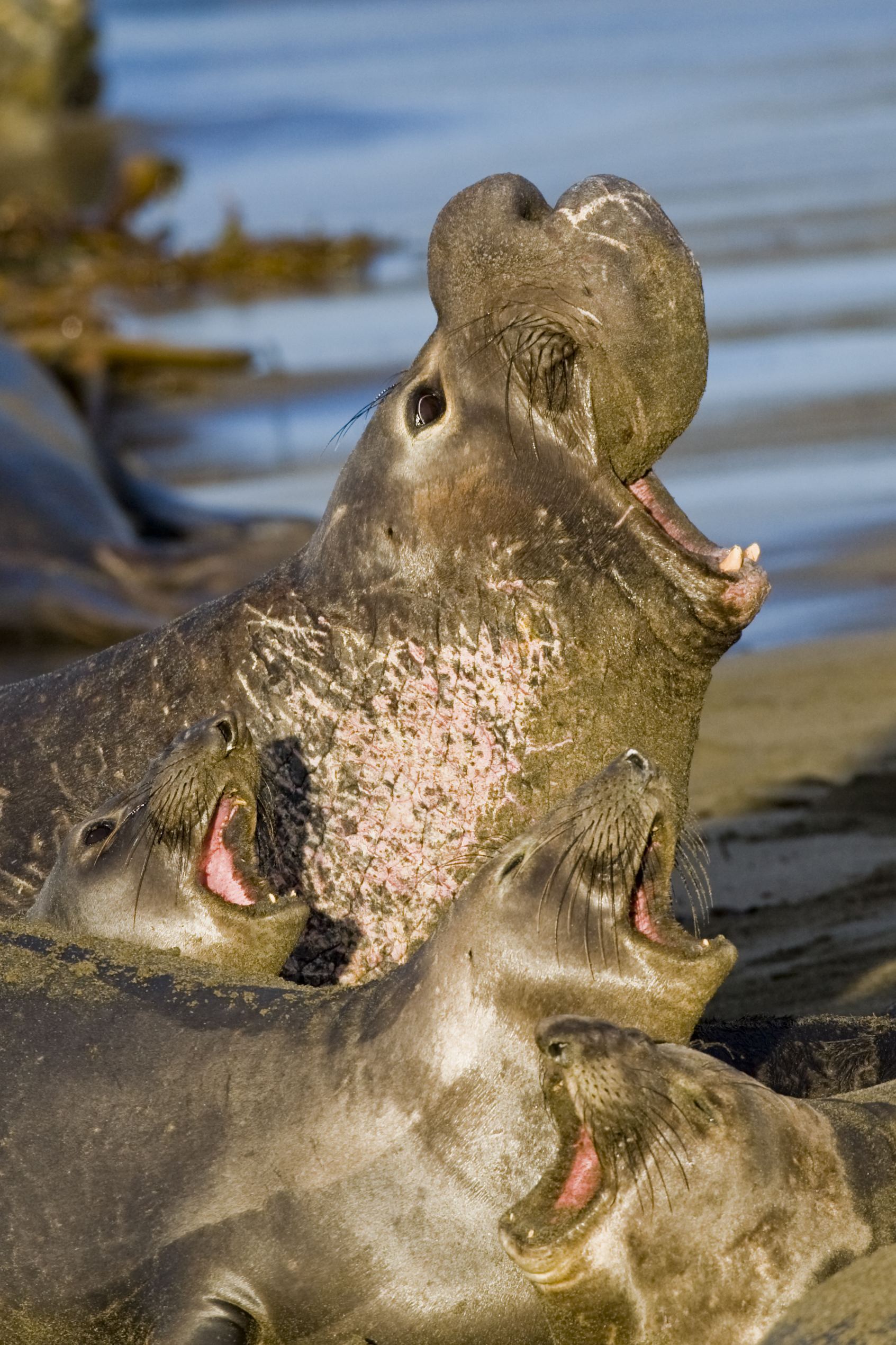
Sjöelefanter (här Mirounga angustirostris) är de största sälarna över huvud taget

Att öronlösa sälar bildar en monofyletisk grupp står utan tvivel fast. De första öronlösa sälarna är kända från miocen.
Familjen delas ofta i två underfamiljer. Underfamiljen Monachinae bildas av arter som främst lever på södra halvklotet och Phocinae sammanfattar arter på norra halvklotet. Hos Monachinae är det första mellanhandsbenet i de främre fenorna förkortade och klorna vid de bakre fenorna finns bara rudimentärt.
Den följande listan riktar sig efter McKenna & Bell med undantaget alla tribus upphöjdes till underfamiljer och alla subtribus upphöjdes till tribus.
- underfamilj Monachinae
  - tribus Monachini
    - släkte Munksälar (Monachus)
      - Havsmunk
      - Västindisk munksäl
      - Hawaiis munksäl

    - släkte Sjöelefanter (Mirounga)
      - Sydlig sjöelefant
      - Nordlig sjöelefant

  - tribus Lobodontini
    - släkte Ommatophoca
      - Rossäl

    - släkte Lobodon
      - Krabbätarsäl

    - släkte Hydrurga
      - Sjöleopard

    - släkte Leptonychotes
      - Weddellsäl
- underfamilj Phocinae
  - släkte Cystophora
    - Klappmyts

  - släkte Erignathus
    - Storsäl

  - släkte Phoca
    - Knubbsäl
    - Largasäl

  - släkte Histriophoca
    - Bandsäl

  - släkte Pusa
    - Vikare
    - Kaspisk säl
    - Bajkalsäl

  - släkte Pagophilus
    - Grönlandssäl

  - släkte Halichoerus
    - Gråsäl

1996 undersöktes av Bininda-Emonds & Russell släktskapsförhållanden i familjen. De studerade morfologiska kännetecken som skallens, käkens och fenornas konstruktion. Studien visade tydliga indicier att underfamiljerna Monachinae och Phocinae är monofyletiska taxa. Oklarheter fanns om släktet Phoca som i tabellen ovan redan är uppdelat. En möjligt kladogram som visar släktskapet i familjen följer här:
```
Phocidae
 |-- Monachinae
 |    |-- Sjöelefanter (
Mirounga
)
 |    `-- N.N.
 |         |-- Sjöleopard (
Hydrurga
)
 |         `-- N.N.
 |              |-- Weddellsäl (
Leptonychotes
)
 |              `-- N.N.
 |                   |-- Ross säl (
Ommatophoca
)
 |                   `-- N.N.
 |                        |-- Krabbätarsäl (
Lobodon
)
 |                        `-- Munksälar (
Monachus
)
 `-- Phocinae
      |-- Klappmyts (
Cystophora
)
      `-- N.N.
           |-- Gråsäl (
Halichoerus
)
           `-- N.N.
                |-- Largasäl (
Phoca largha
)
                `-- N.N.
                     |-- 
Phoca
 & 
Pusa
 (Knubbsäl, Vikare, Kaspisk säl, Bajkalsäl) 
                     `-- N.N.
                          |-- Storsäl (
Erignathus
)
                          `-- N.N.
                               |-- Bandsäl (
Histriophoca fasciata
)
                               `-- Grönlandssäl (
Pagophilus groenlandica
)
```